# TI-83
La TI-83 est une calculatrice graphique programmable commercialisée par Texas Instruments. Elle possède de nombreuses fonctionnalités, parmi lesquelles des graphes de fonctions, modes polaire/paramétrique/séquentiel, des fonctions statistiques, trigonométriques et algébriques.

## Caractéristiques
La TI-83 est une mise à jour de la TI-82. Elle est la première calculatrice TI à supporter d'office le langage assembleur. En effet, la TI-85 et la TI-82 supportent l'assembleur, mais seulement après leur avoir envoyé une sauvegarde spéciale (hackée) de la mémoire. On peut accéder au support par une fonctionnalité cachée de la calculatrice. Un programme assembleur est écrit sur ordinateur, compilé sous forme hexadécimale, et envoyé à la calculatrice en tant que programme, que l'on peut ensuite exécuter en tapant la commande « Send(9prgm », suivie du nom/du numéro du programme. Les successeurs de la TI-83 ont vu la commande « Send(9 » remplacée par la commande « Asm( » plus explicite.
La TI-83 Plus, modèle successeur de la TI-83, est sortie en 1999, possédant de la mémoire ROM Flash, permettant au système d'exploitation d'être mis à jour, de stocker des applications Flash et d'archiver programmes et données.
L'alimentation électrique se fait par quatre piles AAA et une pile de sauvegarde ion-lithium : soit une CR1616, soit une CR1620. Son processeur est cadencé par une horloge à 15 MHz, mais il est ralenti à 6 MHz pour économiser de l'énergie. Il est tout de même possible de retirer un condensateur connecté au processeur afin que ce dernier puisse fonctionner à sa cadence maximale.
La TI-83 Plus a un écran composé de 96 x 64 pixels. Cependant, il est impossible, pour un utilisateur, d'afficher des pixels sur la ligne du bas (la 64e) ainsi que sur celle de droite (à l'abscisse 96), cette dernière étant utilisée par le système pour afficher l'indicateur d'exécution. L'utilisation de ces pixels reste en revanche accessible dans les programmes en assembleur.
La dernière version du système d'exploitation de la TI-83 Plus est TI-OS 1.19. Dans la dernière version de la TI-83 Plus.fr, le système se confond avec celui de la TI-84 Plus et de la TI-83 Plus Silver Edition : TI-OS 2.55MP.